# Kevin Fret
Kevin Fret   (Puerto Rico, 11 de juny de 1993 - Santurce, 10 de gener de 2019) fou un 'traper' i activista LGTBI porto-riqueny que va ser assassinat a San Juan als 24 anys. Fou el primer artista de 'trap' llatinoamericà obertament homosexual. Fou un defensor de la comunitat LGTBI i un dels pocs rapers que havia exposat la seva homosexualitat obertament. El cantant era molt actiu a les xarxes socials i compartia el seu dia a dia amb els seus seguidors.
El 10 de gener de 2019, mentre Fret estava muntant la seva moto a Santurce, San Juan, un pistoler no identificat li va disparar vuit vegades, al cap i al maluc. Fret va ser traslladat a un hospital de Río Piedras, on va ser declarat mort.